# Myriopholis yemenicus
Myriopholis yemenicus là một loài rắn trong họ Leptotyphlopidae. Loài này được Scortecci mô tả khoa học đầu tiên năm 1933.